# Manila Memorial Park Sucat
Il Manila Memorial Park Sucat è uno dei luoghi pubblici di sepoltura dell'area di Metro Manila, capitale delle Filippine. Costruito nel 1964, si trova nella località di Sucat, a Parañaque, nella Regione Capitale Nazionale.

## Descrizione
Il Manila Memorial Park di Sucat è uno dei sei parchi cemeteriali di stampo anglosassone attrezzati dalla MMP, la più grande azienda filippina che si occupa di realizzare cimiteri di tipo memorial. Realizzato nel 1964, è noto per essere il luogo di sepoltura di Presidenti delle Filippine e di prominenti personalità.

## Sepolture di uomini illustri
An Manila Memorial Park trovano riposo le seguenti personalità illustri:
- Corazon Aquino, (1933-2009), undicesimo Presidente delle Filippine.
- Benigno Aquino Jr., (1932-1983), Senatore delle Filippine e marito di Cory Aquino, fu assassinato a Manila nel 1983.
- Bayani Casimiro, (1918-1989), famoso ballerino di tip-tap degli anni '30 e '40.
- Gabriel "Flash" Elorde, (1935-1985), pugile filippino, campione mondiale dei Superpiuma dal 1960 al 1967.